# عبد الغني معاوي
عبد الغني معاوي (مواليد 22 فبراير 1989، لاعب كرة قدم مغربي يجيد اللعب في الهجوم مع الجيش الملكي في الدوري المغربي .
لعب سابقاً لأندية الوداد وشباب الريف الحسيمي وأولمبيك آسفي واتحاد طنجة ونادي الإمارات و وقع مع الجيش الملكي عام 2018 .

## روابط خارجية
- عبد الغني معاوي على موقع قاعدة بيانات كرة القدم.إي يو (الإنجليزية)
- عبد الغني معاوي على موقع ناشيونال فوتبول تيمز (الإنجليزية)
- عبد الغني معاوي على موقع Soccerway.com (الإنجليزية)